# Enneapogon scaber
Enneapogon scaber is een grassoort van de halfwoestijn. Het is een negenarig gras dat een dichte pol vormt die tot 35 cm hoog kan reiken. De bloeiwijze is een open tot dicht samengetrokken pluim. Het is een C4-plant.
Het verspreidingsgebied van deze grassoort ligt in Afrika: Namibië en de provincies Noord- en Westkaap van Zuid-Afrika (de Karoo)., naar het noorden tot in Marokko en Saoedi-Arabië
Bij Augrabies in de Noordkaap vormt zuurgras samen met Euphorbia gregaria een vegetatietype in een struiksavanne. In de Kalahari wordt het vaak op blootliggende caliche aangetroffen, samen met dwerkstruikjes van de geslachten Aizoon, Barleria, Zygophyllum en Pentzia. Ook in de overgangszone van Sahara en Sahel is het deel van een steppevegetatie.